# Gustave Léon Niox
Gustave Leon Niox (Provins, 2 agosto 1840 – Parigi, 26 ottobre 1921) è stato un generale francese, che partecipò all'intervento francese in Messico.
Nacque il 2 agosto 1840 a Provins, figlio di un tenente colonnello di cavalleria. Studiò al Prytanée national militaire nel 1856.
Fu nominato tenente nel 1861.
Fu poi destinato alla Guardia Zuava nel 1863, ma fu presto trasferito al 2º Reggimento Cacciatori in Africa e, infine, in Messico, nel mese di marzo. In questi anni, grazie al valore militare e alle capacità dimostrate, venne promosso a generale.
In Messico, fu incaricato di proteggere l'Hôtel des Invalides. Fu anche colui che porse la spada di Napoleone al generale Porfirio Díaz.